# Espigueiro

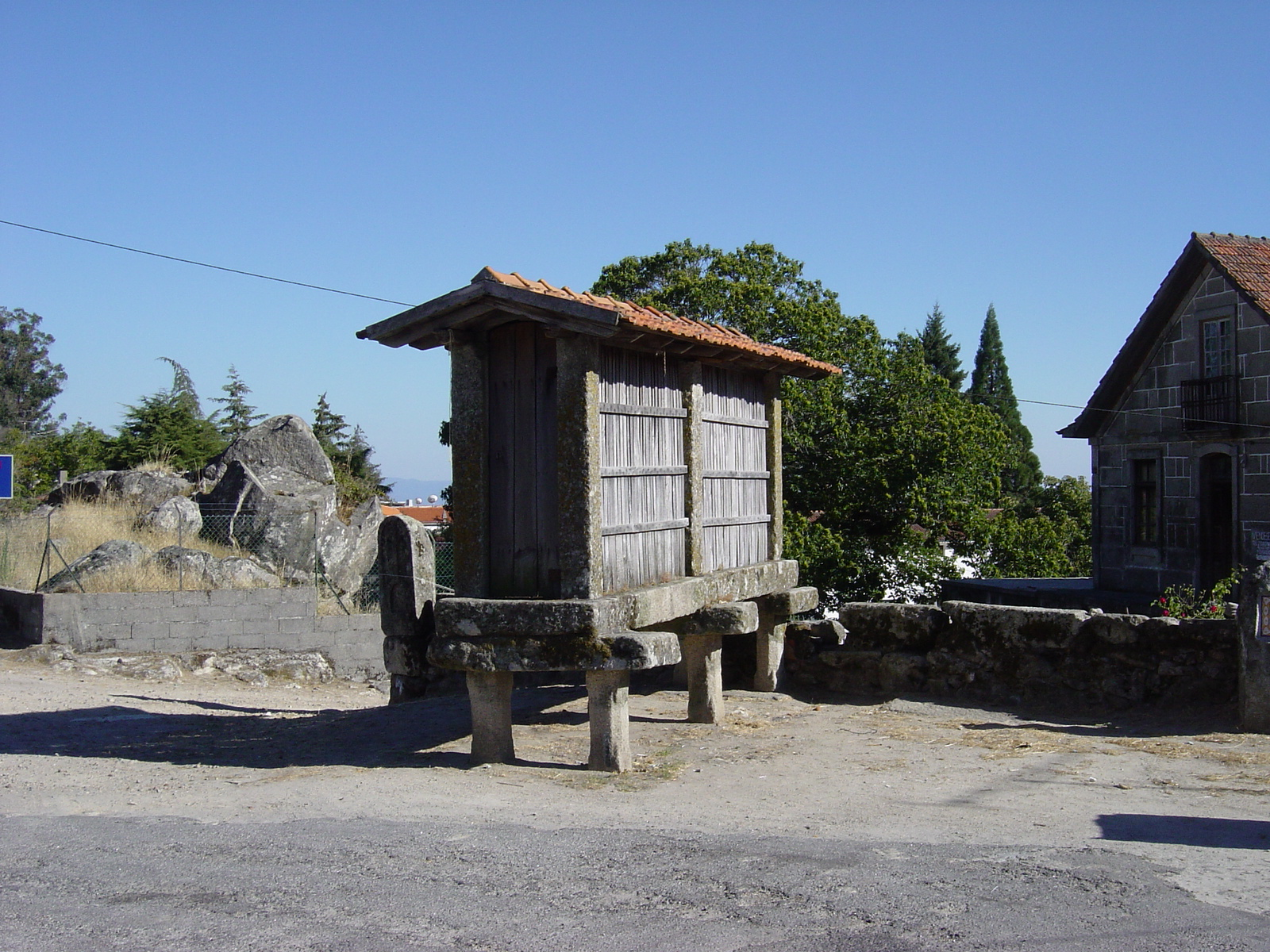
Espigueiro, em Guardão

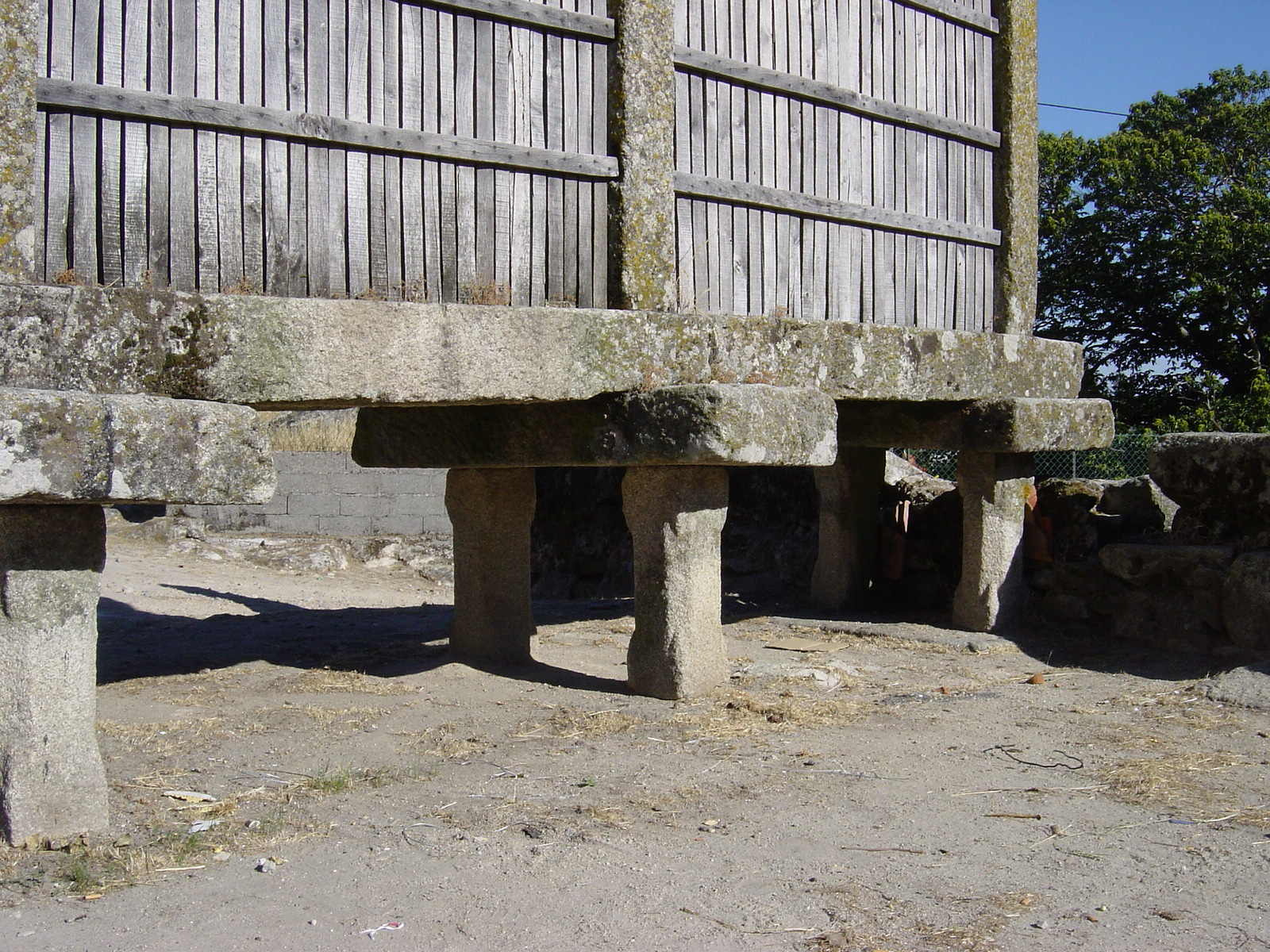
Detalhe do espigueiro

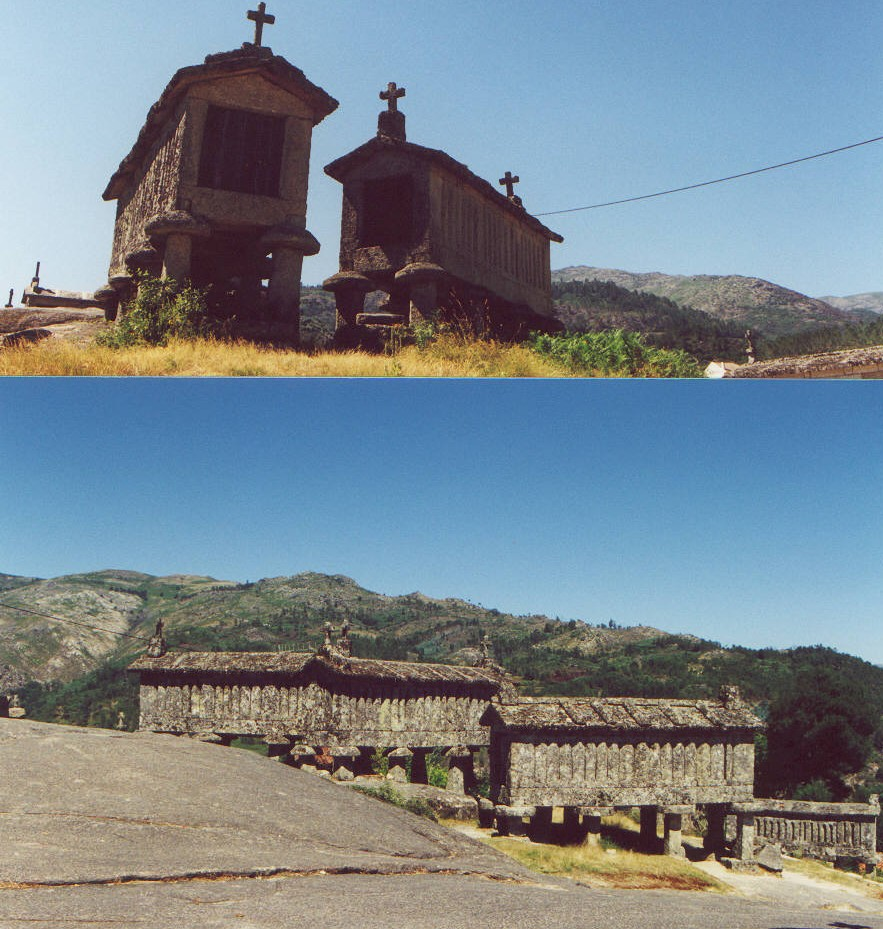
Conjunto de Espigueiros no Soajo - Parque Nacional da Peneda-Gerês.

O espigueiro – também chamado canastro, caniço, piorno ou hórreo – é uma estrutura característica do noroeste da Península Ibérica, construída em pedra ou em pedra e madeira, geralmente retangular e assente sobre pilastras ou colunas. Tem a função de armazenar as espigas de milho, promovendo a sua secagem através de fissuras laterais e resguardando-as dos animais, designadamente de pássaros e roedores.
Como o milho requer que seja colhido no outono, este precisa de estar o mais arejado possível para secar numa estação tão adversa como o inverno.
Em Portugal, encontram-se principalmente na Região do Norte, em particular no Minho, Beira Litoral, Beira Interior e oeste de Trás-os-Montes. O maior espigueiro português encontra-se em Carrazedo, freguesia de Bucos, município de Cabeceiras de Basto.
Em Espanha, existem estruturas idênticas em Navarra, Astúrias, Cantábria, na província de León e, especialmente, na Galiza, onde recebem o nome de hórreos.
Também existem construções muito semelhantes na Escandinávia, designadamente na Noruega –  onde são chamados stabbur –  e na Suécia –  chamados härbre.

## Influência sueva
Embora sejam bastante escassos os vestígios arqueológicos, incluem-se entre estes uma urna funerária em forma de celeiro, da Idade do Bronze, encontrada em Obliwitz, Lauemburgo, Pomerânia, região de origem dos antepassados dos suevos.. A urna representa um espigueiro, semelhante aos actuais espigueiros do noroeste da Península Ibérica, constituindo assim uma prova da origem sueva do celeiro típico do Minho e da Galiza. Encontra-se outra prova da antiguidade deste tipo de celeiro numa iluminura dum códice do século XIII, das Cantigas de Santa Maria da Biblioteca do Escurial, onde aparecem dois espigueiros semelhantes aos que são típicos do Minho e da Galiza